# Nanna Simonsen
Nanna Simonsen (geboren am 12. Dezember 1956 in Lyngby) ist eine dänische Kochbuchautorin und Fernsehköchin. Ihr Buch Nannas smørrebrød, das 2001 im Verlag Gyldendal erschien, wurde 2003 von Det Danske Gastronomiske Akademi ausgezeichnet. Zudem war Simonsen gemeinsam mit Carina Malling Skronski 2008 an der Neuausgabe von Frøken Jensens kogebog beteiligt, welche anlässlich des 150. Geburtstages von Kristine Marie Jensen erschien.
Sie studierte zunächst Literaturwissenschaft, wechselte dann aber zu einem Architekturstudium, bei welchem sie Camilla Plum kennenlernte. Mit ihr gründete sie eine Art Cateringservice. Da beide keine Kochausbildung hatten, erlernten sie durch Selbststudium die notwendigen Grundlagen und nannten sich kogekoner, in Reverenz auf den Beruf der Wanderköchinnen. Gemeinsam schrieben sie das mehrfach wiederaufgelegte Kochbuch Emma Gad – Vi gider ikke, das zu den meistverkauften Kochbüchern Dänemarks gezählt wird.
Simonsen beendete ihr Architekturstudium nicht und kochte stattdessen für dänische, schwedische und norwegische Filmcrews, z. B. bei den Dreharbeiten zu Pelle, der Eroberer. Durch diesen beruflichen Kontakt mit der Welt des Films wurde ihr Interesse an einer Ausbildung zur Drehbuchautorin geweckt, welche sie auch absolvierte, jedoch bislang nie als Drehbuchautorin tätig wurde. Bislang verfasste sie mehr als ein Dutzend Kochbücher, hatte mehrere Fernsehsendungen, zum Beispiel Mad og Herregårde auf TV 2, und die Radiosendung Nannas Køkken auf P1, und schreibt zum Beispiel eine regelmäßige Essenskolumne in der Sonntagsausgabe der Berlingske sowie in Mad og Bolig.
Simonsen ist mit Ole Knudsen verheiratet.

## Schriften
- gemeinsam mit Camilla Plum: Emma Gad – Vi gider ikke. Hekla, Kopenhagen 1983, ISBN 87-7474-083-0.
  - Auf Schwedisch: Ingen rädder för Kajsa Warg. Hammarström & Åberg, Johanneshov 1986, ISBN 91-7638-053-X.
- gemeinsam mit Arto Der Haroutunian und Camilla Plum: 1001 ret, mad fra det mellemste Østen. Hans Reitzels Forlag, Kopenhagen 1985, ISBN 87-412-3814-1.
- gemeinsam mit Camilla Plum: Barnemad, spisebog for voksne. Hans Reitzels Forlag, Kopenhagen 1988, ISBN 87-412-3307-7.
- gemeinsam mit Bo Jacobsen: Fra det danske land - til det ganske land, saftigt okse- og kalvekød. Kødbranchens Fællesråd, Kopenhagen 1995.
- gemeinsam mit Camilla Plum: Dansk mad fra hele verden. Aschehoug, Kopenhagen 1996, ISBN 87-11-11151-8.
- Nannas mad, opskrifter fra en landhusholdning på 4. sal. Information, Kopenhagen 1998, ISBN 87-568-1483-6.
- gemeinsam mit Thomas Castberg: Lettenordiske.dk. Kødbranchens Fællesråd, Kopenhagen 200X.
- Nannas smørrebrød. Gyldendal, Kopenhagen 2001, ISBN 87-00-49146-2.
- gemeinsam mit Karen Simonsen: Skeen i egen hånd, en kogebog. Forum, Kopenhagen 2001, ISBN 87-553-3127-0.
- Smag på Danmark. Gyldendal, Kopenhagen 2003, ISBN 87-02-00866-1.
- Nannas salater. Gyldendal, Kopenhagen 2004, ISBN 87-02-02952-9.
- Nannas supper. Gyldendal, Kopenhagen 2004, ISBN 87-02-02953-7.
- Let og lækkert - flere salater. Gyldendal, Kopenhagen 2005, ISBN 87-00-76825-1.
- Nannas brød & kager. Gyldendal, Kopenhagen 2007, ISBN 978-87-02-05159-9.
- gemeinsam mit Carina Malling Skronski: Frøken Jensens kogebog. Gyldendal, Kopenhagen 2008, ISBN 978-87-02-07038-5.
- gemeinsam mit Claus Ib Olsen: Alverdens krydderier og krydderurter. Gyldendal, Kopenhagen 2009, ISBN 978-87-02-07808-4.

## Sendungen
- Mad og herregårde (TV 2, Fernsehen)[3]
- Kokken og Konen[4] (DR2, Fernsehen)[6]
- Hjemme i Nannas Køkken[4] (P1, Radio)[3]